# Ложная луна
Парселена (от др.-греч. παρά, para — около и selēnē, selene — Луна; также известное как «ложная Луна») — относительно яркий светящийся участок на лунном гало. Возникает вследствие преломления лунного света в плоских шестиугольных кристаллах льда в перисто-слоистых облаках.
Ложные луны появляются справа и слева от настоящей Луны на расстоянии около 22° от неё (радиус обычного гало).
Они являются полным аналогом ложных солнц, однако более редки, поскольку для этого Луна должна быть яркой, а значит, полной или почти полной. Ложные луны, как и ложные солнца, окрашены: ближняя к Луне часть красноватая, а дальняя — синеватая. Но эту окраску довольно трудно заметить глазом, поскольку яркости ложной луны едва хватает для того, чтобы возбудить колбочки — клетки сетчатки, чувствительные к цвету.